# Bajadär

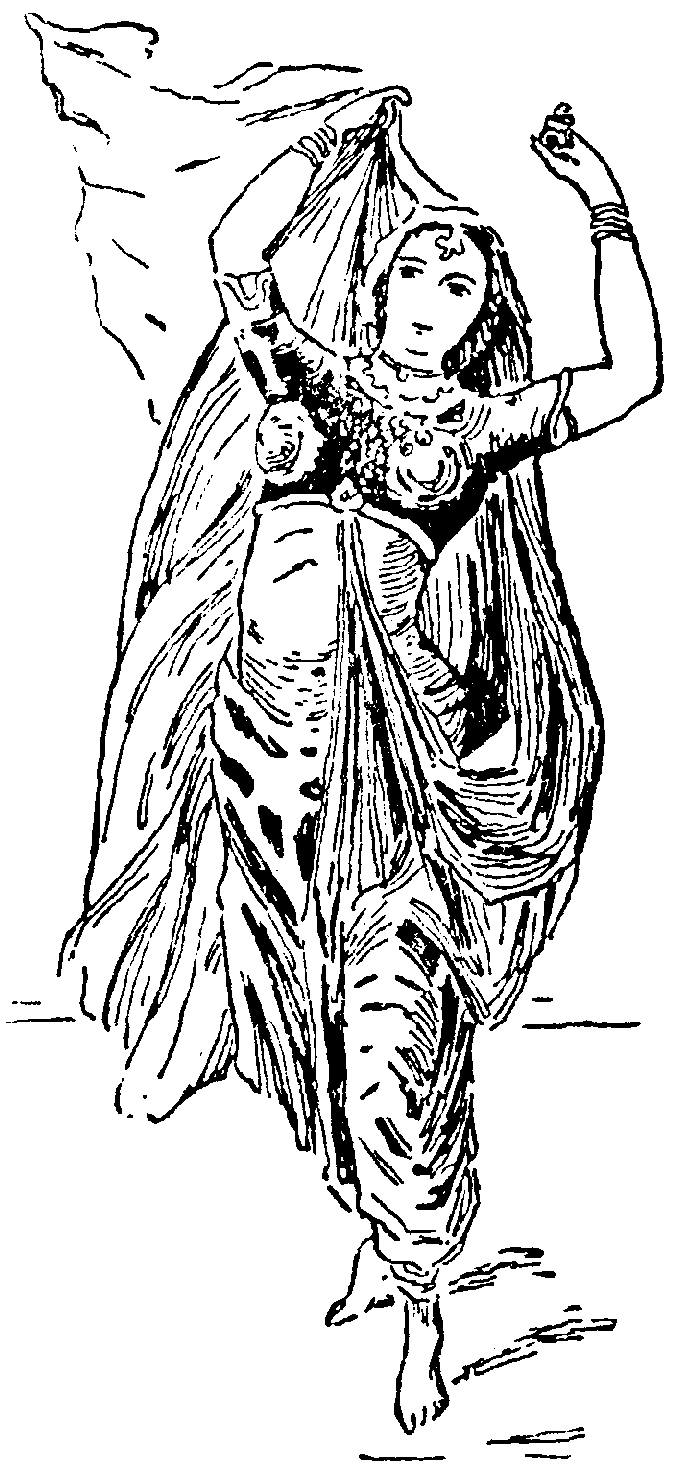
Bajadär

Bajadär (av portugisiska bailadeira, danserska) var en term för indiska danserskor som började användas under 1800-talet av européerna. I Indien kallas de, med sanskritisk benämning, devadasyas ("gudarnas tjänarinnor"), eftersom de vigt sig åt tempeltjänsten och såsom gudarnas prästinnor dansar vid dessas fester, eller nautch, om de dansar för världslig underhållning. 
Ursprungligen avsågs endast tempeldanserskor, men senare kom benämningen att även gälla danserskor som uppträder vid privata fester.
Det är stor skillnad mellan de egentliga bajadärerna – unga flickor ur de högre kasterna, som endast ägnat sig åt någon tjänst åt en av gudarna och har gott anseende – och de offentliga danserskor, som uppträder mot betalning vid enskilda fester. De religiösa dansöserna kallas devadasi, medan de världsliga dansöserna kallas nautch. 
Bajadärernas danser är pantomimer, som under ackompanjemang av flera olika musikinstrument framställer händelser ur den indiska mytologin, kärleksäventyr och dylikt.